# Sólo la la la
«Sólo la la la» es una canción compuesta por el músico argentino Fito Páez e interpretada con Luis Alberto Spinetta en el álbum doble conjunto La la la de 1986, tercero de su carrera y vigésimo en la de Spinetta. El álbum fue calificado por la revista Rolling Stone y la cadena MTV como #61 entre los cien mejores discos de la historia del rock nacional argentino.
Se trata de un breve tema tarareado, interpretado a dos voces por Fito Páez (voz y guitarra acústica) y Luis Alberto Spinetta (segunda voz y guitarra eléctrica). La canción da título al álbum.

## Contexto
El álbum La la la fue el resultado de la colaboración musical de dos figuras máximas del rock nacional argentino, Luis Alberto Spinetta y Fito Páez. En el momento de la grabación Spinetta tenía 36 años y era una figura consagrada con diecinueve álbumes grabados, en tanto que Páez tenía 23 años y recién comenzaba a ser una estrella con dos álbumes grabados.
La colaboración de dos figuras máximas para sacar un álbum conjunto, como hicieron Spinetta y Páez en 1986, fue un hecho inusual en el rock nacional argentino. Argentina transitaba el tercer año de democracia luego de la caída de la última dictadura. En ese contexto democrático el rock nacional, que había aparecido en los años finales de la década de 1960, se estaba masificando y desarrollaba nuevas sonoridades, a la vez que ingresaba una nueva generación.
La asociación entre Spinetta y Páez canalizó precisamente ese encuentro entre la generación que fundó el rock nacional y la segunda generación marcada por la Guerra de Malvinas (1982) y la recuperación de la democracia (1983).

## El tema
El tema es el séptimo track del Disco 1 (segundo del lado B) del álbum doble La la la, de donde toma el título. Se trata de una canción totalmente tarareada, que expresa el acto creativo mismo de una canción.
En el álbum, Spinetta también incluye la expresión "la la la" en "Tengo un mono". En un reportaje conjunto a la revista Pelo, Spinetta y Páez remarcaron el sentido irónico de la expresión "la la la" y a la vez el objetivo de transmitir a los fanes la idea de que era el encuentro entre dos cantautores.